# Tasmannia lanceolata
Tasmannia lanceolata (син. Drimys lanceolata), широко відомий як тасманійський перець або гірський перець , є чагарником, що походить із лісів і прохолодних помірних тропічних лісів південно-східної Австралії. Висота куща коливається від 2 до 10 м. Ароматні листки від ланцетних до вузькоеліптичних або зворотноланцетних, 4–12 см завдовжки та 0,7–2,0 см шириною, з чітко блідою нижньою поверхнею. Стебла червоного кольору. Маленькі кремові або білі квітки з’являються влітку, за ними з’являються чорні кулясті дволопатеві ягоди 5–8 мм, які з’являються восени.    Розрізняють чоловічі та жіночі рослини. 
Вперше описаний французьким ботаніком Жаном Луї Марі Пуаре, він отримав свою нинішню назву в 1969 році А. С. Смітом. Він був відомий протягом багатьох років як Drimys lanceolata.
Він зустрічається в Тасманії та на північ від Вікторії до Баррінгтон-Топса в Новому Південному Уельсі. Зустрічається в ярах тропічних лісів. 

## Використання
Полігодіал був ідентифікований як основна активна речовина Tasmannia lanceolata, а також відповідає за його перцевий смак. Плоди також містять бензойну кислоту, флаваноли та флаванони, а також евгенол, метилевгенол і галову кислоту, а також глікозиди кверцетин і рутин. 
Зовсім недавно він став популярним як приправа для кущової їжі. Його можна додавати в каррі, сири та алкогольні напої. Його експортують до Японії для ароматизації васабі. Ягоди спочатку солодкі та фруктові з тривалим перцевим присмаком.  Висушені ягоди та листя T. lanceolata мають сильну антимікробну дію проти організмів, що псують харчові продукти. Він також має високу антиоксидантну активність.  Клонові виділення з низьким вмістом сафролу вирощують на плантаціях для комерційного використання, оскільки сафрол вважається токсином з низьким ризиком. 
Використовувався в колоніальній медицині як замінник кори Вінтера,  як шлунковий засіб, також використовувався для лікування цинги.  Тасманійський перець є одним із низки місцевих австралійських трав і харчових видів, які підтримують Australian Native Food Industry Ltd, яка об’єднує виробників харчових продуктів з усіх частин Австралії.  Перець можна використовувати як отруту для риб. 
Садові сорти включають «Mt. Wellington», компактна рослина з мідним новоутворенням,  і «Suzette», строкатий сорт. 

## Галерея

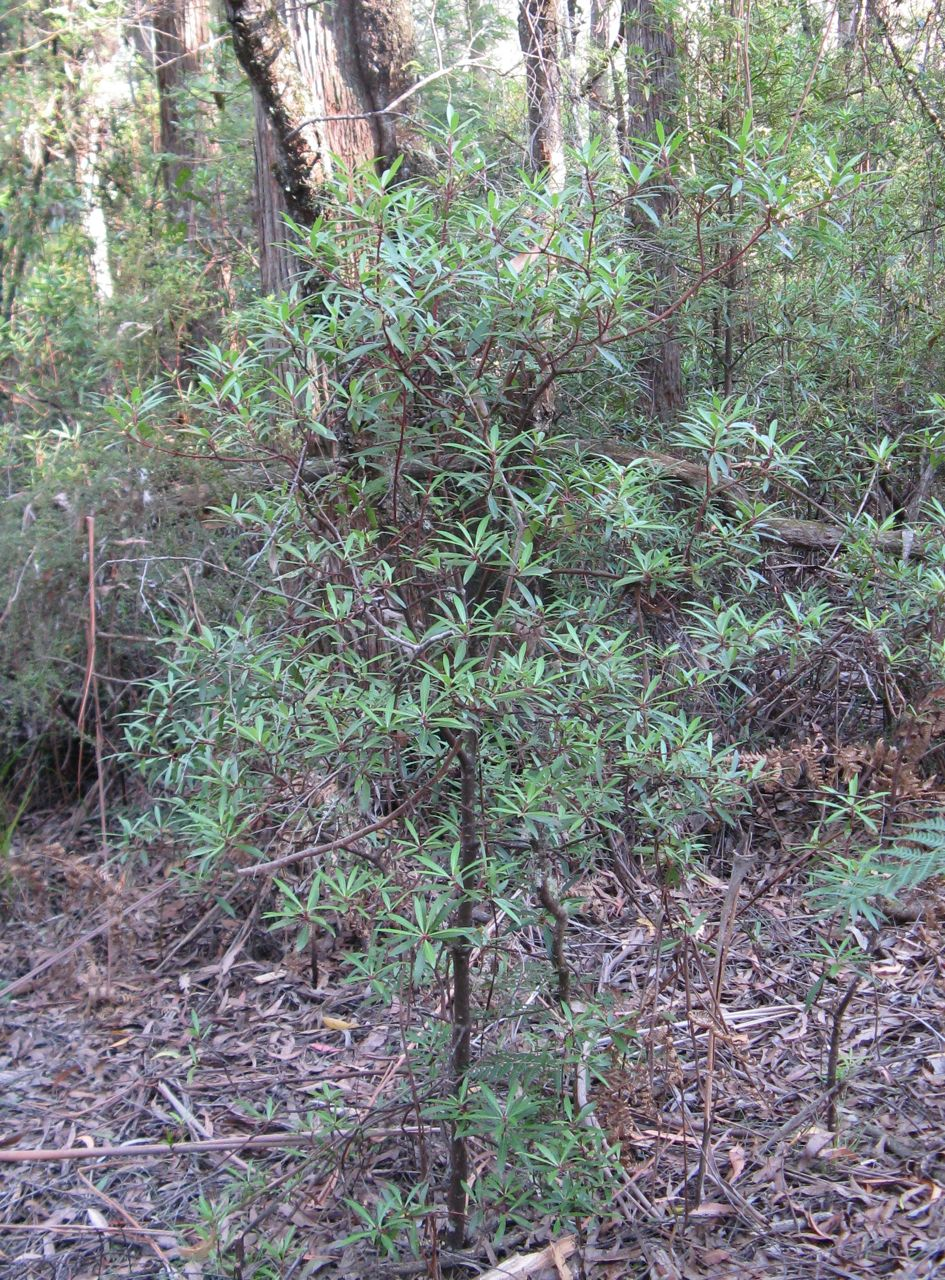
Дерево
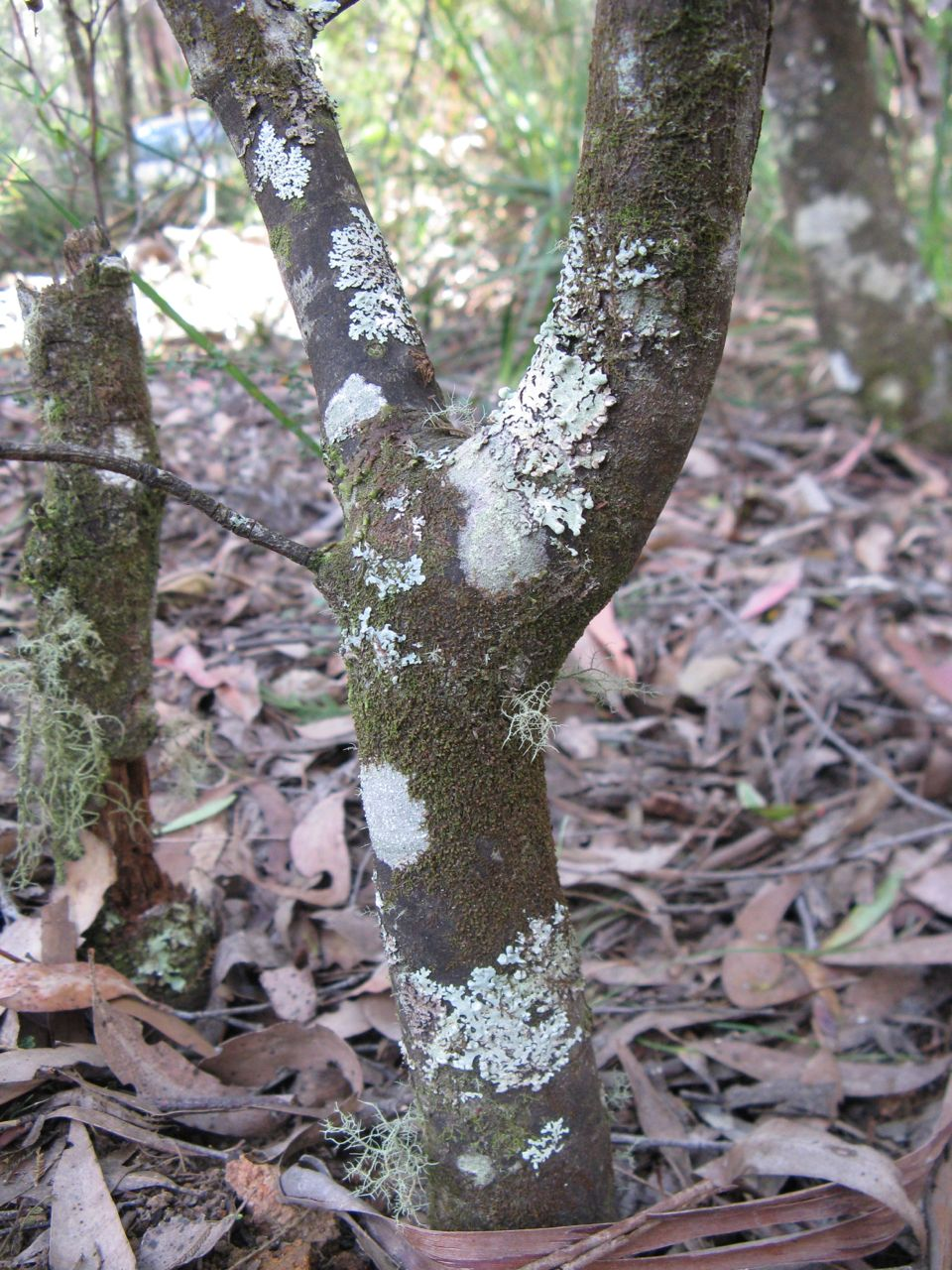
Стовбур
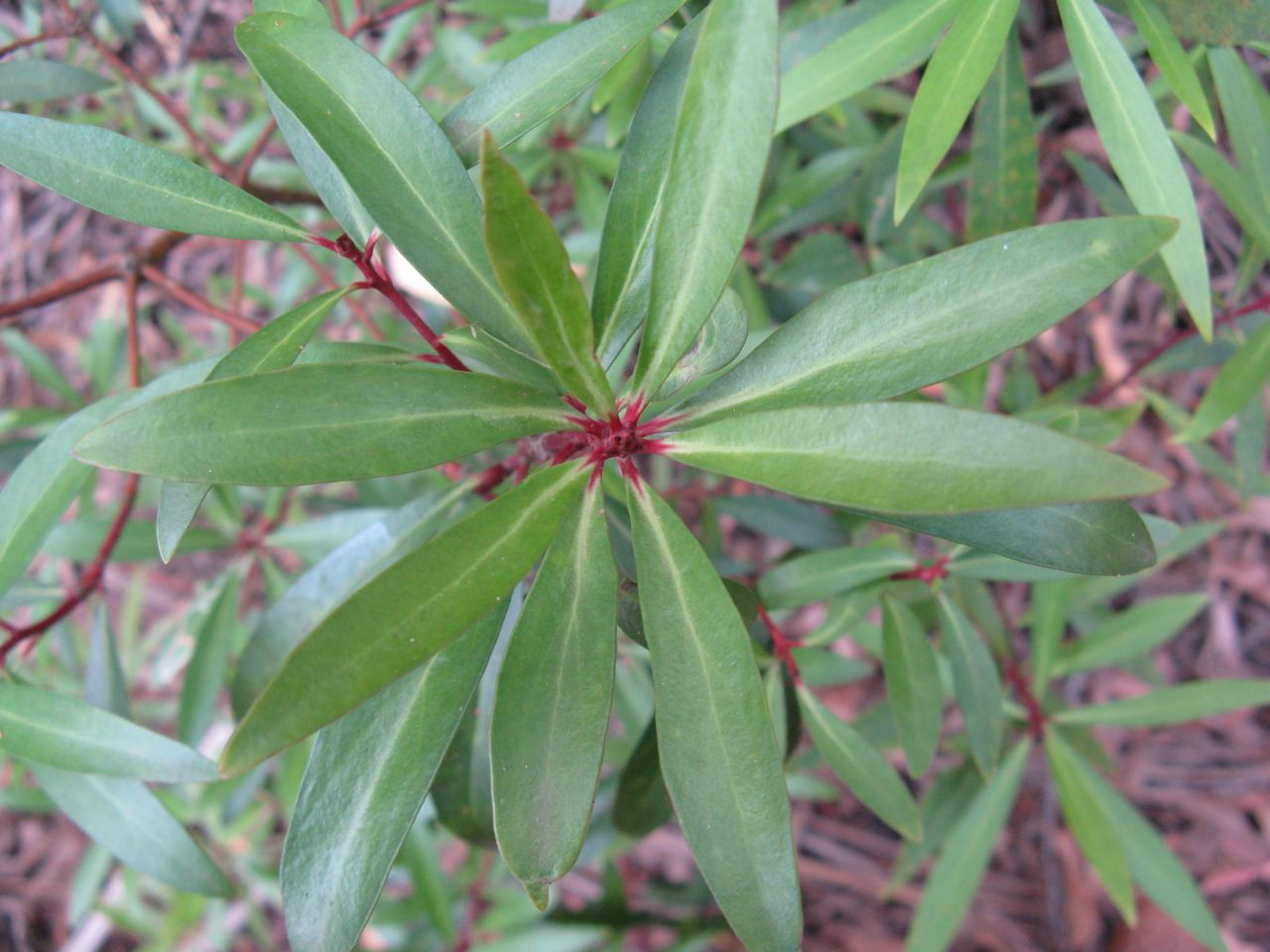
Листя
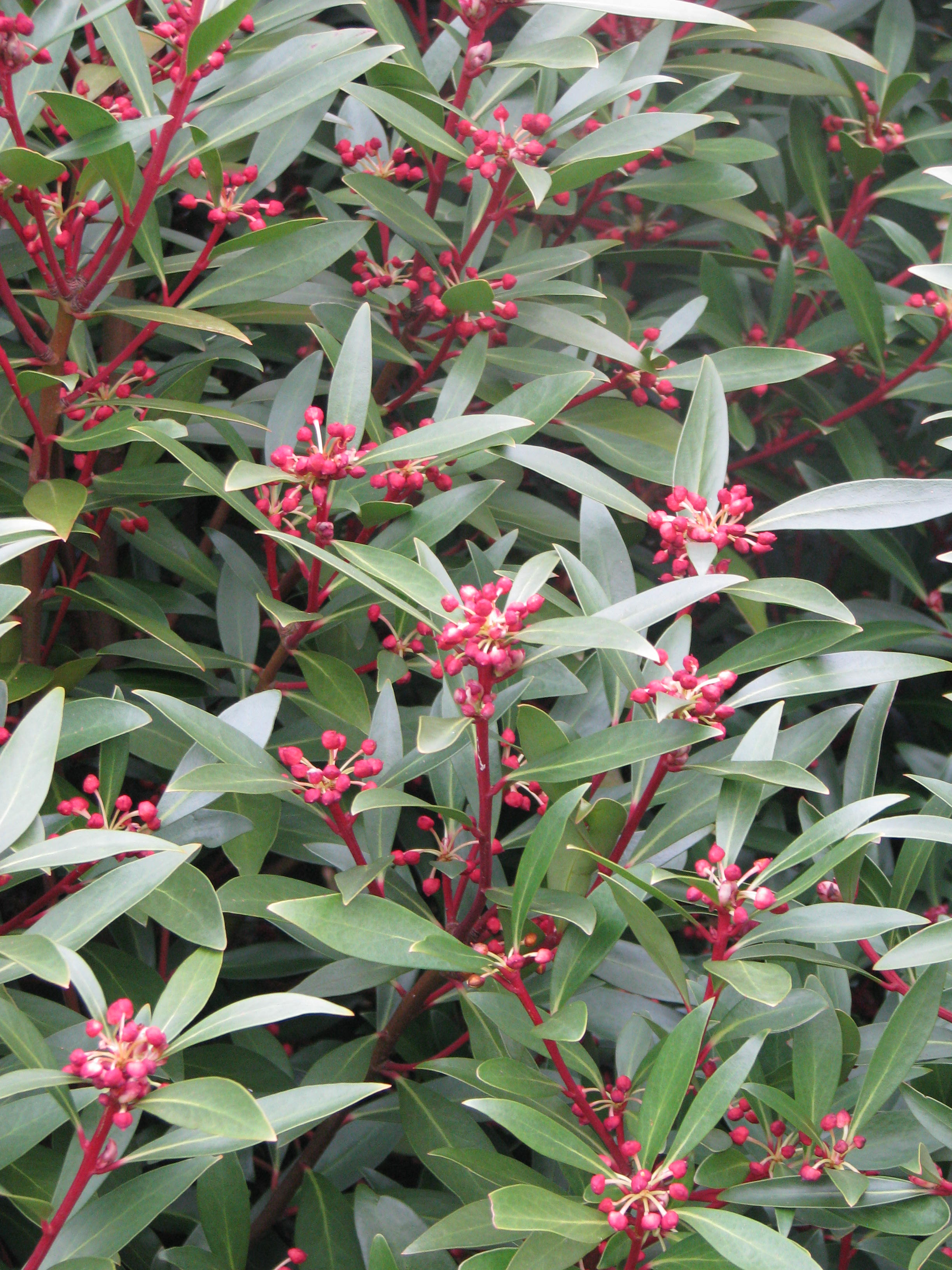
Квіти
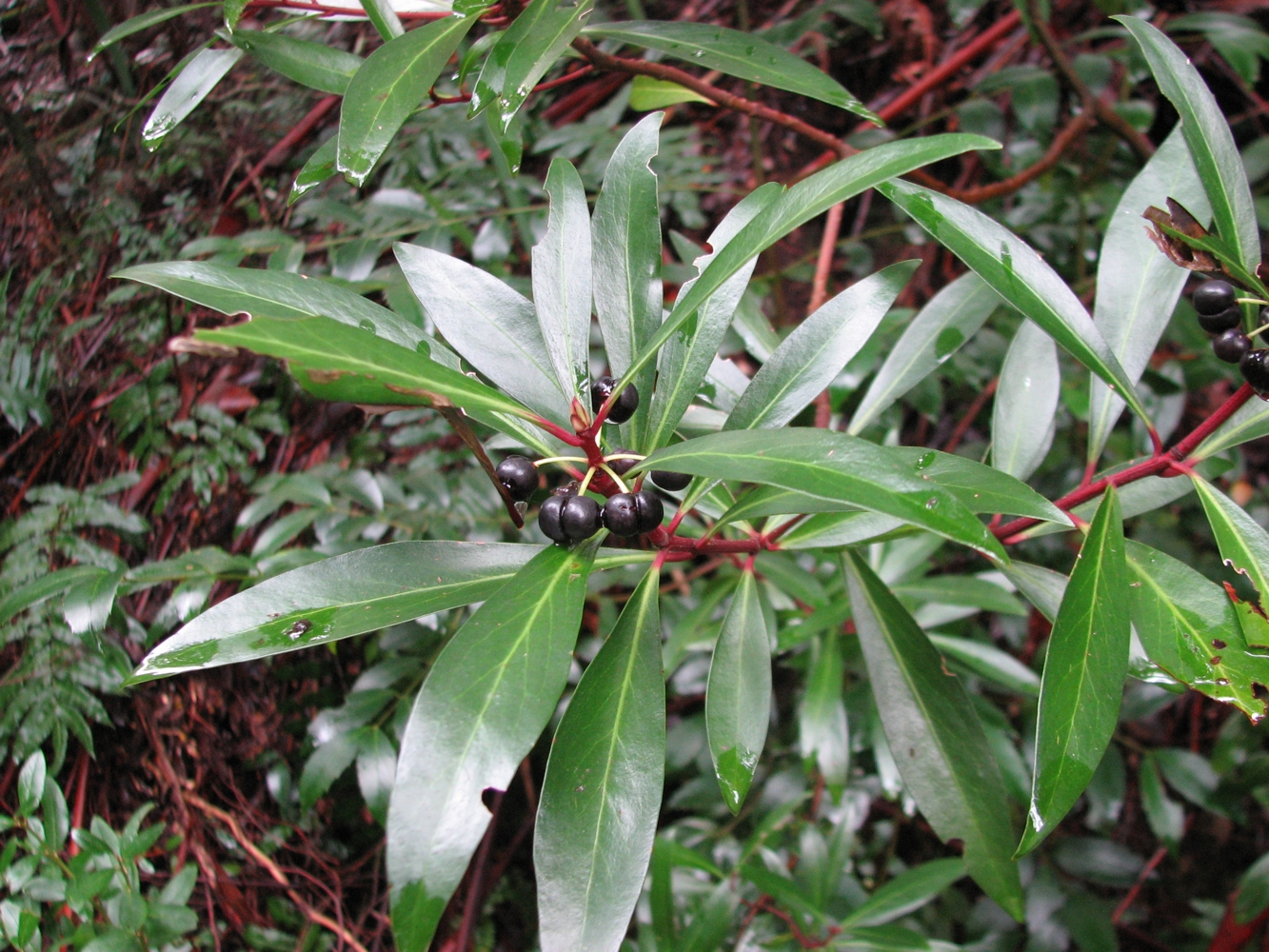
Плоди